# 도요구라촌
도요구라촌(豊椋村)은 일본 시가현 에치군에 설치되었던 촌이다. 현재의 히가시오미시 중심부의 북동부에 해당한다.